# Влодзімеж Бродовський
Влодзімеж Бродовський (пол. Włodzimierz Brodowski; 6 грудня 1823 рік ― 27 листопада 1903 року) ― польський лікар, фахівець у галузі патологічної анатомії, ординарний професор. Декан Медичного факультету Імператорського Варшавського університету.

## Біографія
Влодзімеж Бродовський народився 6 грудня 1823 року в Мінській області. Був випускником Мінської гімназії. У 1848 році закінчив Медичний коледж у Москві. Впродовж року після закінчення коледжу працював у Москві в якості асистента в одній з міських гінекологічних клінік. Пізніше мав лікарську практику в містах Біла Церква, Брусилів (Волинська губернія) і Лисянка (Київська губернія). Починаючи з 1855 року вивчав патологічну анатомію у Відні, Вюрцбурзі і Парижі. Після повернення до Росії знову працював у Лисянці, потім влаштувався на роботу лікарем в Уяздовськім шпиталі у Варшаві. 1859 року в Московському університеті отримав ступінь доктора медицини за дисертацію «Quaedam de thrombosis historia, anatomia pathologica atque aethiologia». У 1862 році був призначений ад'юнкт-професором патологічної анатомії в Медико-хірургічній академії у Варшаві. Пізніше деякий час був викладачем у Варшавській головній школі, після чого перейшов на роботу до Імператорського Варшавського університету, де в 1864 став ад'юнкт-професором, а в 1865 році ― ординарним професором. З 1869 року Бродовський обіймав посаду декана Медичного факультету Варшавського університету. Також був постійним секретарем Варшавського товариства лікарів, куди входили провідні польські вчені-медики. Крім цього був меценатом і обіймав посаду голови Варшавського благодійного товариства.
Був почесним членом Польського товариства лікарів. Нагороджений орденами Св. Станіслава 3-го ст. (1866) та Св. Анни 2-го ст. з імператорською короною (1873); 31 грудня 1876 року був проведений у чин Дійсного статського радника. У 1900 році Бродовський за свої заслуги на педагогічному й науковому терені був удостоєний звання почесного доктора Ягеллонського університету в Кракові.
Помер 27 листопада 1903 року у віці 79 років.
Учнями Бродовського були більшість знаменитих польських лікарів і вчених: Чеслав Хенцинський, Теодор Дунін, Зигмунд Ласковський, Йосиф Склодовський та інші видатні медики.